# Ordine di battaglia della battaglia di Iwo Jima

## Stati Uniti

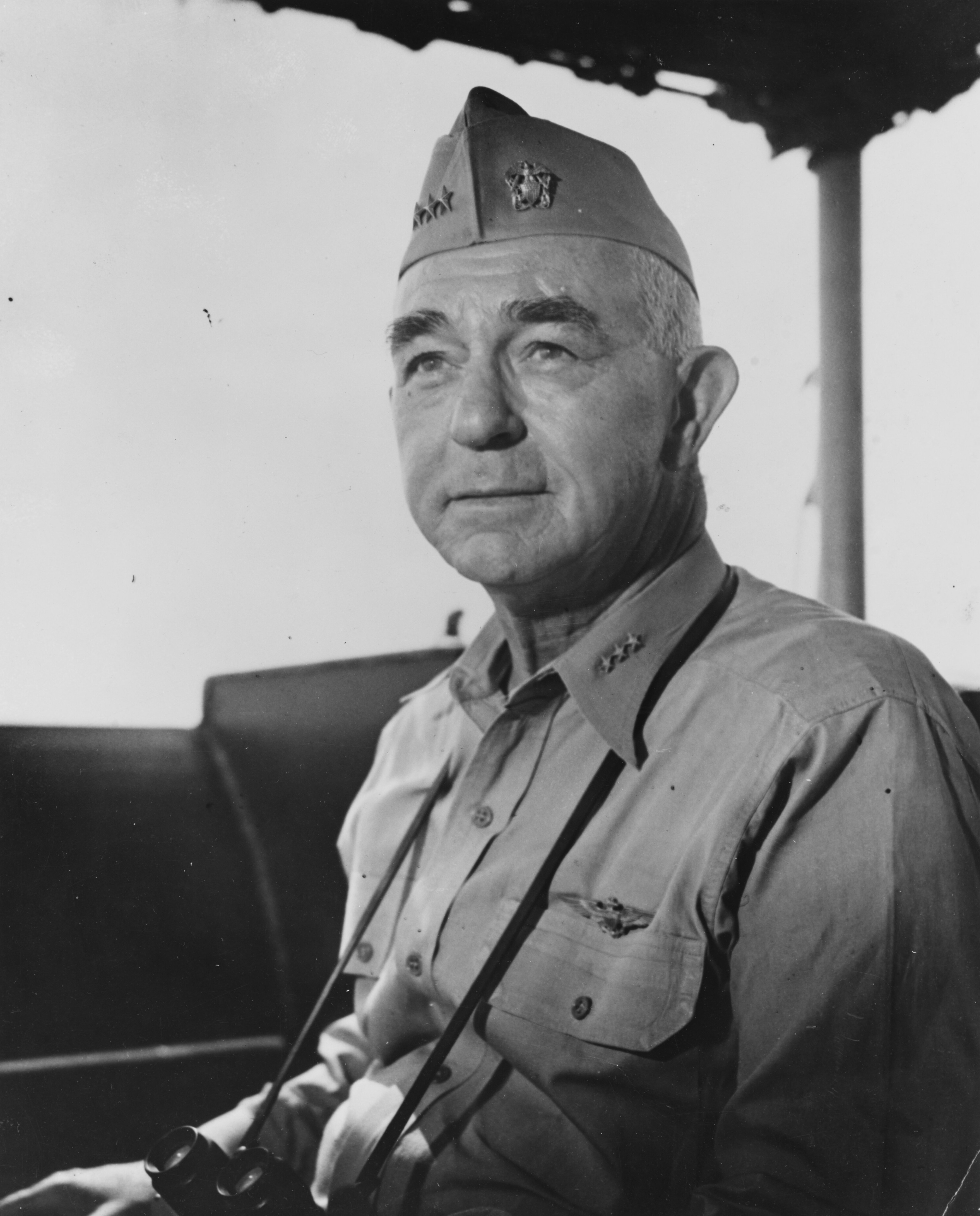
L'ammiraglio Turner a bordo della USS Eldorado nel marzo 1945

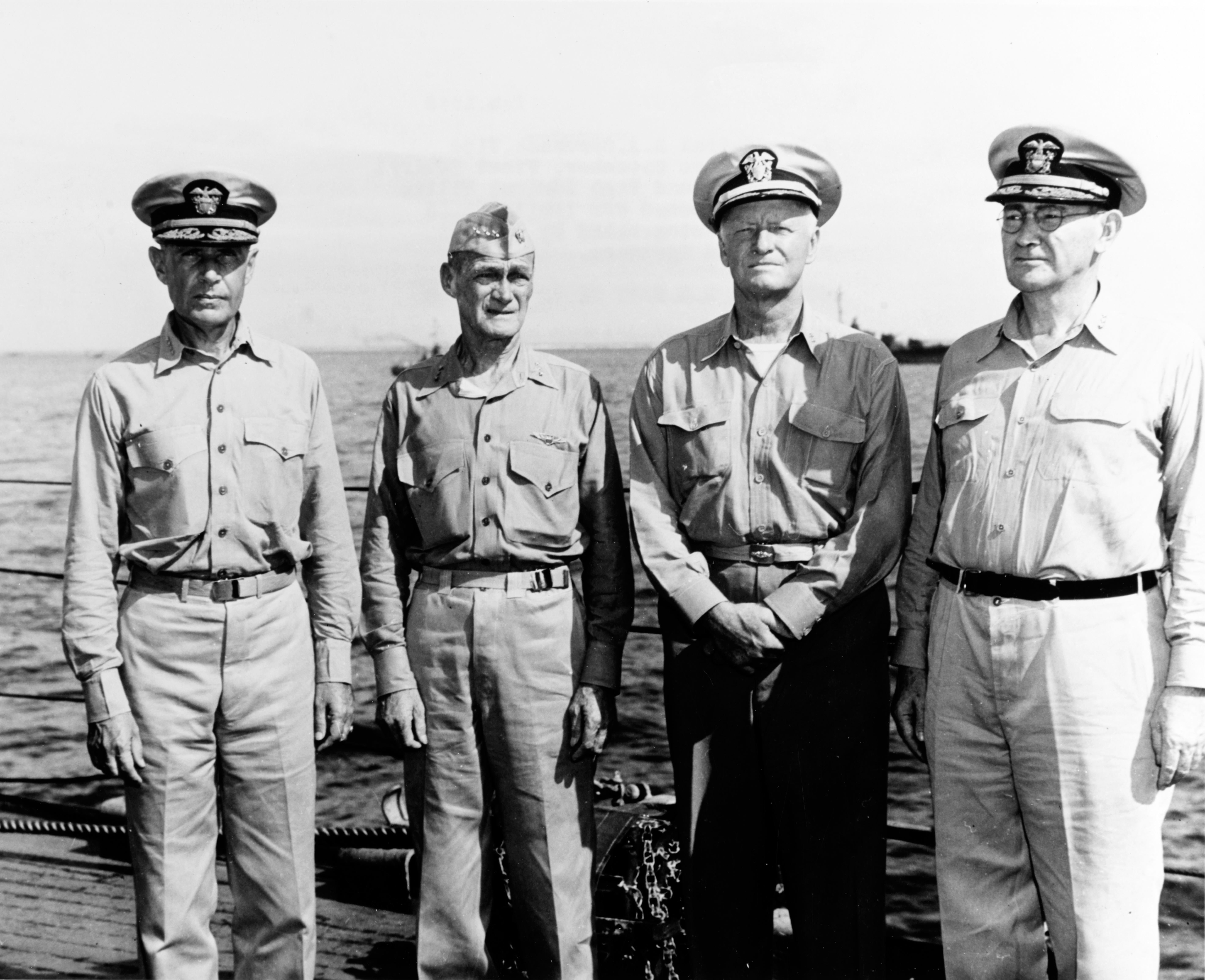
Da sinistra a destra: l'ammiraglio Raymond Spruance, il viceammiraglio Marc Mitscher, l'ammiraglio di flotta Chester Nimitz e il viceammiraglio Willis Lee a bordo della USS Indianapolis nel febbraio 1945

### Task Force 50
- 50.1 Fleet Flagship -- USS Indianapolis -- capitano C.B. McVay (1920)[1]
- 50.2 Relief Fleet - ammiraglia USS Missouri -- capitano W.M. Callaghan (1919)
- 50.5 Search and Reconnaissance Group -- commodoro D. Ketcham (1920)
- 50.7 Anti-Submarine Warfare Group -- capitano G.C. Montgomery (1924)
- 50.8 Logistic Support Group -- retroammiraglio D.B. Beary (1910)
- 50.9 Service Squadron Ten -- commodoro W.R. Carter (1908)

### Task Force 51
- TF 51.1 viceammiraglio Richmond Turner (comandante delle forze anfibie nel Pacifico), ammiraglia USS Eldorado
  - 495 navi tra cui 43 trasporti d'attacco, 63 LST, 58 LCI e altri 18 LCI convertiti in cannoniere e rinominati LCS.

### Task Force 52
- CTF 52.1 (Amphibious Support Force) del contrammiraglio William Blandy
  - otto portaerei di scorta
  - un gruppo di incursori demolitori
  - navi LCS portamortaio e lanciarazzi

### Task Force 53

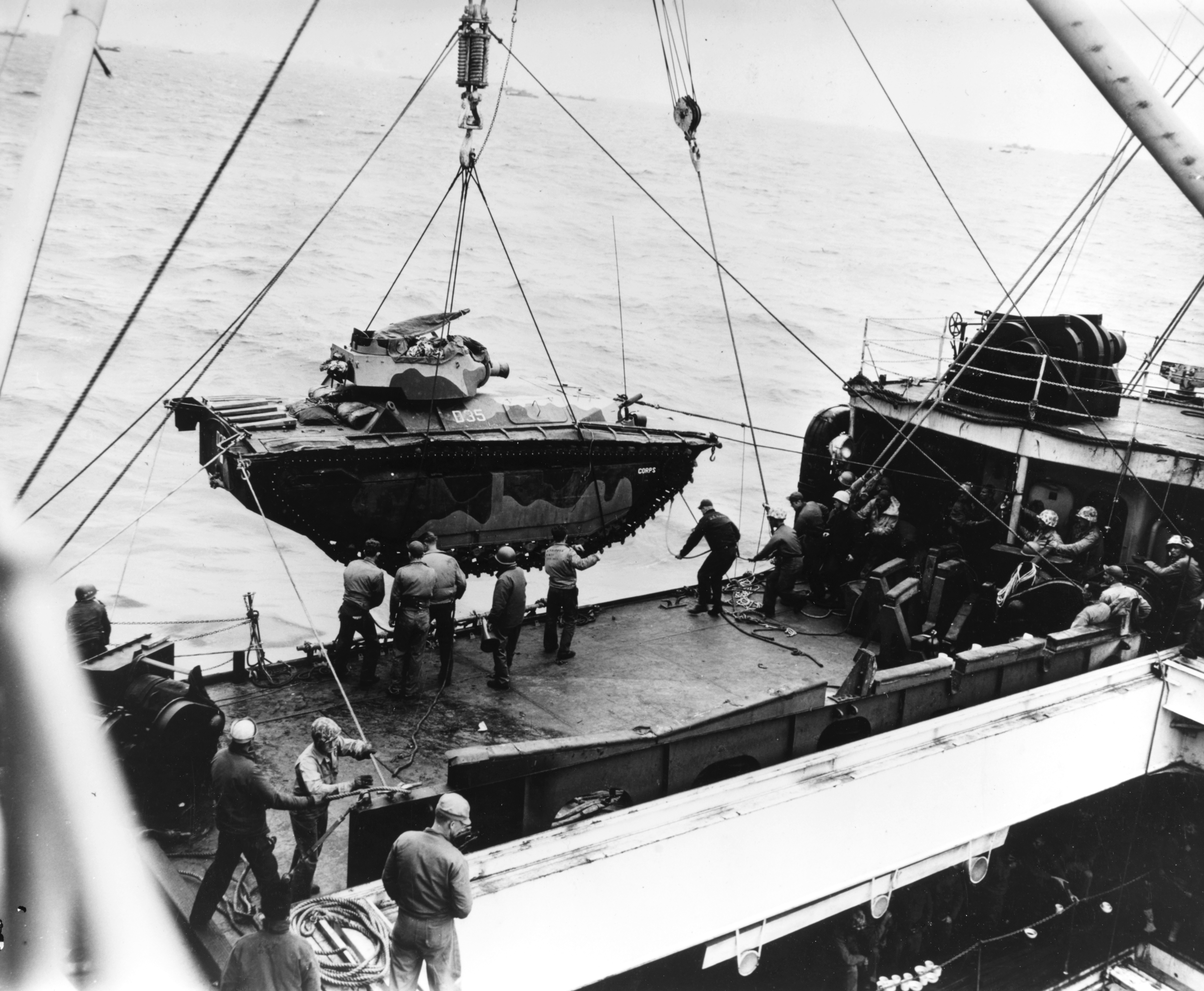
Operazioni di disimbarco di un LVT(A)-4 dal trasporto d'attacco USS Hansford (APA-106) durante la battaglia

- TF 53 (Attack Force), contrammiraglio Harry Hill, nave comando USS Auburn
  - T.G. 53.1 Transport Group Able (Transport Squadron 16) -- commodoro John B. McGovern (1921)
    - T.U. 53.1.1 Transport Division 46 -- commodoro McGovern
      - APA-96 Cecil (GF), capitano G.D. Lyon (1921)
      - APA-160 Deuel (F), capitano D.G. McMillan (1926)
      - APA-121 Hocking, capitano di fregata C.D. Schutz, USNR
      - APA-159 Darke, capitano McF. W. Wood (1923)
      - AP-77 Thurston, capitano R.B. Vanasse (1921A)
      - AKA-64 Tolland, capitano E.J. Kingsland, USNR
      - AKA-90 Whiteside, capitano di fregata C.P. Woodson (1921)

    - T.U. 53.1.2 Transport Division 47 -- capitano A.S. Wotherspoon (1915)
      - APA-192 Rutland (F), capitano di fregata F.K. O'Brien (1914)
      - APA-70 Cartaret, tenente comandante J.L. Hunter, USN
      - APA-106 Hansford, capitano di fregata W.A. Lynch (1921)
      - APA-119 Highlands, capitano di fregata M. Toal, USNR
      - APA-194 Sandoval, capitano di fregata R.C. Scherrer (1922)
      - AKA-91 Whitley, capitano di fregata A.C. Thompson, USNR
      - AKA-93 Yancey, tenente comandante E.R. Rice, USNR

    - T.U. 53.1.3 Transport Division 48 -- capitano C.L. Andrews (1919)
      - APA-208 Talladega (F), Captain E.H. McMenemy (1920)
      - APA-161 Dickens, capitano R.M. Ingram, USNR
      - APA-195 Lenawee, capitano A.J. Detzer (1921)
      - APA-197 Lubbock, capitano di fregata T.J. Butler, USNR
      - APA-211 Missoula, capitano di fregata A.C. Kopper, USNR
      - AKA-68 Stokes, tenente comandante G.W. Graber, USNR
      - AKA-22 Athene capitano di fregata E.R. Nelson (1933)
      - LSD-5 Gunston Hall, Lieutenant W.F. Bentley, USNR (temporaneo)
- T.U. 56.2.1 Able Landing Group -- maggior generale Keller Rockey, USMC

5ª Divisione Marine, più unità aggregate
- - T.G. 53.2 Transport Group Baker (Transport Squadron 15) -- commodoro H.C. Flanagan (1921)
    - T.U. 53.2.1. Transport Division 43 -- commodoro H.C. Flanagan (1921)
      - APA-33 Bayfield (GF), capitano W.R. Richards, USCG
      - APA-62 Berrien, Lieutenant Commander J.M. Gallagher, USNR
      - APA-118 Hendry, Captain R.C. Welles (1921)
      - APA-156 Mellette, capitano di fregata F.H. Spring, USNR
      - APA-206 Sibley, capitano di fregata E.I. McQuiston (1921)
      - AKA-21 Artemis, tenente comandante E.A. Rattray, USNR
      - AKA-65 Shoshone, tenente comandante S.E. Melville, USNR
      - LSV-2 Ozark, Captain F.P. Williams (1925)

    - T.U. 53.2.2. Transport Division 44 -- capitano J.H. Seyfried (1921)
      - APA-120 Hinsdale (F), capitano di fregata E.F. Beyer, USNR
      - APA-63 Bladen, tenente comandante W.P. Hartung, USNR
      - APA-157 Napa, capitano di fregata G.F. Forster, USNR
      - APA-190 Pickens, capitano di fregata J.V. McElduff (1920)
      - APA-193 Sanborn, capitano di fregata S. Huguenin, USNR
      - AKA-63 Southampton, tenente comandante L.V. Cooke, USNR
      - AKA-67 Starr, capitano di fregata F.O. Goldsmith (1921)
      - LSD-2 Belle Grove, capitano di fregata M. Seavey, USNR

    - T.U. 56.2.2 Baker Landing Group -- maggior generale Clifton Cates, USMC

4ª Divisione Marine più unità aggregate
- - T.G. 53.3 Tractor Flotilla, capitano W.H. Brereton (1924)
  - T.G. 53.4 LSM Flotilla, capitano di fregata W.H. Carpenter
  - T.G. 53.5 Control Group, capitano Bruce B. Adell
  - T.G. 53.6 Beach Party Group, capitano Carl E. Anderson, USNR
  - T.G. 53.7 Pontoon Barge, Causeway and LCT Group ("gruppo chiatte pontone, moli e LCT"), tenente comandante Thomas F. Ryan, USNR
  - T.G. 53.9 Menzionato, ma senza dettagli sulla sua costituzione[1].

### Task Force 54

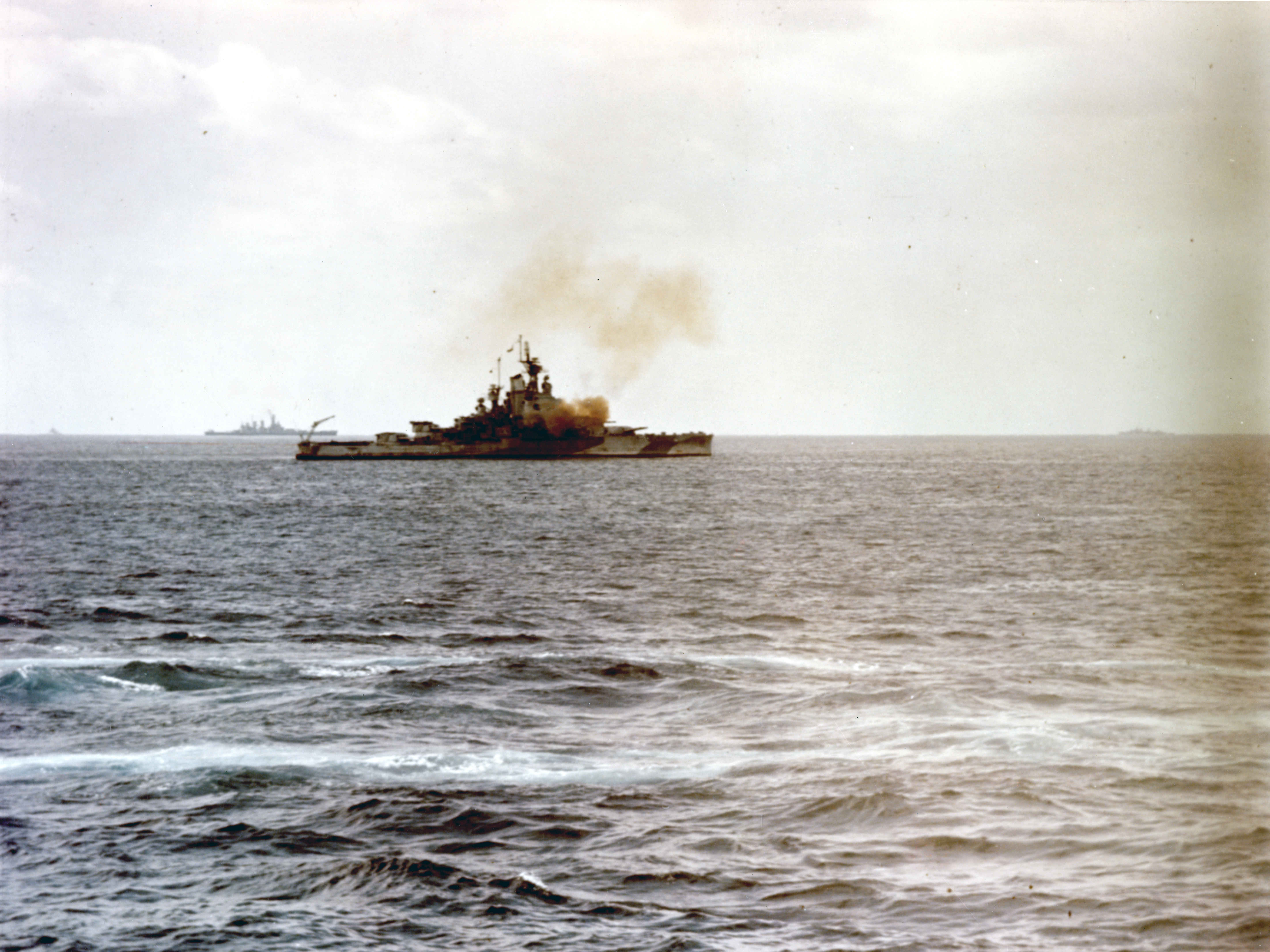
La corazzata durante il bombardamento navale di Iwo Jima

- Task Force 54 (Gunfire and Covering Force), contrammiraglio Bertram Rodgers

| Inizialmente designata | Disponibile alla fine |
| ---------------------- | --------------------- |
| OBB-35 Texas           | OBB-33 Arkansas       |
| OBB-36 Nevada          | OBB-34 New York       |
| OBB-40 New Mexico      | OBB-35 Texas          |
| OBB-41 Mississippi     | OBB-36 Nevada         |
| OBB-44 California      | OBB-42 Idaho          |
| OBB-45 Colorado        | OBB-43 Tennessee      |
| OBB-48 West Virginia   | CA-24 Pensacola       |
| CA-24 Pensacola        | CA-25 Salt Lake City  |
| CA-25 Salt Lake City   | CA-27 Chester         |
| CA-27 Chester          | CA-37 Tuscaloosa      |
| CA-37 Tuscaloosa       | CL-86 Vicksburg       |

### Task Force 56 - Expeditionary Troops, Fifth Fleet
Comandante in capo: tenente generale Holland Smith
Capo di stato maggiore: colonnello Dudley S. Brown
- Battaglione anfibio da ricognizione della Fleet Marine Force, Pacific (maggiore James L. Jones)

V Corpo anfibio (Task Group 56.1)
Comandante in capo: maggior generale Harry Schmidt
Capo di stato maggiore: brigadier generale Bernard Rogers
Comandante delle truppe: colonnello Anton A. Gladden
- Quartier generale e servizi di battaglione
- Artiglieria
  - 1º Gruppo artiglieria campale provvisorio (colonnello john S. Letcher)
    - 2º Battaglione obici da 155 mm (maggiore Earl J. Rowse)
    - 4º Battaglione obici da 155 mm (tenente colonnello Douglas E. Reeve)[2]
    - 473ª Compagnia autocarri per trasporti del corpo anfibio (US Army)

  - 138º Gruppo antiaereo (colonnello Clearance E. Rothgeb, US Army, dal 25 febbraio)
    - 483º Battaglione armi antiaeree automatiche (tenente colonnello A. Roth, 40 mm)
    - 506º Battaglione cannoni antiaerei (tenente colonnello D. M.White, 90 mm)
- 8º Deposito campale (colonnello Leland S. Swindler, meno i reparti distaccati altrove)
  - Quartier generale del Shore Party[3] del V Corpo anfibio
  - 8ª Compagnia munizioni dei Marine
  - 33ª 34ª e 36ª Compagnia deposito dei Marine
- Gruppo medico del V Corpo anfibio 
  - Battaglione medico del V Corpo anfibio (tenente comandante William B. Clapp, US Navy)
  - Corps Evacuation Hospital[4] n. 1 (capitano di vascello H. G. Young, US Navy)
  - 38º Ospedale da campo medico (maggiore Samuel S. Kirkland, US Army, aggregato dal 25 febbraio)
  - Compagnia D del 3º Battaglione medico (operante a bordo della nave d'assalto anfibio USS Ozark)
  - Sezione medica del Civil Affairs Group (US Army)
- Gruppo comunicazioni provvisorio del V Corpo anfibio (tenente colonnello Harry W. G. Vandnais)
  - Sezione operativa del quartier generale delle comunicazioni della forza da sbarco
  - Battaglione comunicazioni del V Corpo anfibio (tenente colonnello Alfred F. Robertshaw, meno i reparti distaccati)
  - Shore Party Communication Unit
  - Compagnia comunicazioni (distaccata dall'8º Deposito campale)
  - Distaccamento del 1º plotone separato delle comunicazioni intelligence
  - Distaccamento dello Squadrone comando del VII Fighter Command (USAAF)
  - Distaccamento del 49º Battaglione costruzioni comunicazioni leggere (US Army)
  - Distaccamento dell'Unità mobile comunicazioni n. 434 (US Navy)
  - Distaccamento dell'Unità per il controllo del supporto aereo delle forze da sbarco
  - Distaccamento del 568º Battaglione comunicazioni antiaeree (USAAF)
  - Distaccamento della 726ª Compagnia comunicazioni antiaeree (USAAF)
- Gruppo genieri provvisorio del V Corpo anfibio
  - 2º Battaglione separato genieri (tenente colonnello Charles O. Clark)
    - 2ª Compagnia separata topografi

  - 23º Battaglione speciale Seabees (comandante H. W. Heuer, meno compagnie comando, C e D, US Navy)
  - 62º Battaglione Seabee (tenente comandante Frank B. Campbell, US Navy)
    - 3º Plotone della 2ª Compagnia artificieri

  - 2ª Compagnia artificieri (meno il 3º Plotone)
    - 156ª Squadra artificieri (USAAF)
- Gruppo provvisorio LVT del V Corpo anfibio (tenente colonnello Harry W. G. Vadnais, meno i battaglioni distaccati presso le divisioni Marine)
- Compagnia MT del Battaglione MT del V Corpo anfibio
- Sezione spedizioni aeree del V Corpo anfibio
- Distaccamento del 1º Plotone della 239ª Compagnia recupero materiali del Corpo dei quartiermastri (US Army)
- Team per le interrogazioni del Centro congiunto dell'intelligence, area dell'Oceano Pacifico
- Plotone recupero materiali nemici del Centro congiunto dell'intelligence, area dell'Oceano Pacifico
- Distaccamento del quartier generale della Garrison Force and Island Command (US Army)
  - Distaccamento avanzato del 1º Battaglione del 147º Reggimento separato di fanteria (US Army)
- Truppe d'assalto (Task Group 56.2)
  - 4ª Divisione Marine
  - 5ª Divisione Marine
- Truppe della riserva (Task Group 56.3)
  - 3ª Divisione Marine

#### Truppe d'assalto (Task Group 56.2)

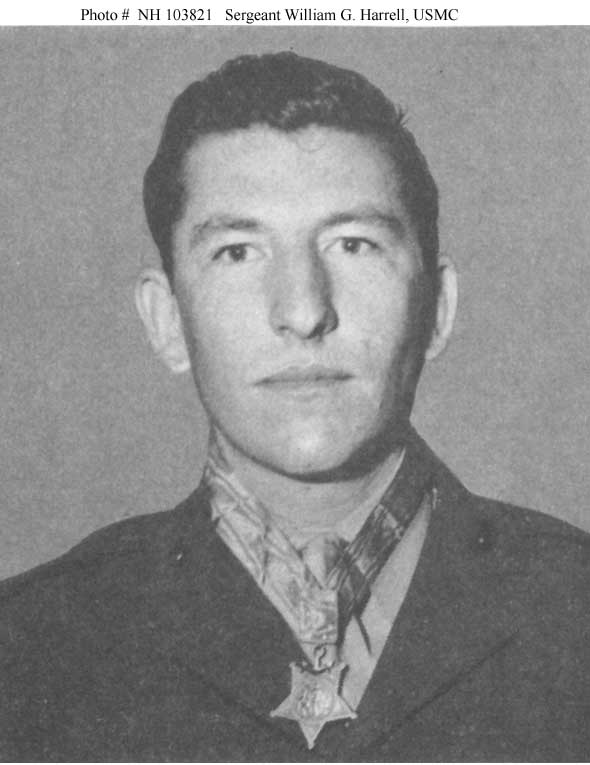
Il servente Harrell, membro della 5ª Divisione Marine, venne insignito della Medal of Honor a Iwo Jima

I marines della 5ª Divisione Marine salgono dalla Spiaggia Rossa verso il monte Suribachi

4ª Divisione Marine (maggior generale Clifton Cates, rinforzata)
Assistente del comandante di divisione: brigadier generale Franklin A. Hart
Capo di stato maggiore: colonnello Melton J. Batchelder
- Team da combattimento reggimentale 23
  - 23º Reggimento Marine (colonnello Walter W. Wensigner, rinforzato)
  - 133º Battaglione Seabee (tenente colonnello Ray P. Murphy, meno la Compagnia D, US Navy)
    - Compagnia A del 4º Battaglione pionieri

  - 10º Battaglione trattori anfibio (maggiore Victor J. Croizat, 94 x LVT)
  - Compagnia B del 2º Battaglione corazzato anfibio trattori (18 x LVTA-4)
  - Compagnia C del 4º Battaglione genieri
  - Compagnia C del 4º Battaglione medico
  - Compagnia C del 4º Battaglione MT
  - Compagnia C del 4º Battaglione carri (M4A3 Sherman)
  - 3º Plotone della 4ª Compagnia polizia militare
  - 3º Plotone della Compagnia servizi e rifornimenti del 4º Battaglione servizi
  - Distaccamento della 1ª Compagnia congiunta comunicazioni
  - 2ª Sezione del 1º Distaccamento provvisorio razzi
  - 3ª Sezione del 7º Plotone cani da guerra dei Marine
  - Distaccamento dell'8º Deposito campale
  - 3º Plotone della 442ª Compagnia porti del Corpo dei trasporti (US Army)
  - Uomini del 2º Battaglione del 14º Reggimento Marine (artiglieria)
  - 3ª Sezione della banda
- Team da combattimento reggimentale 25
  - 25º Reggimento Marine (colonnello John R. Lanigan, rinforzato)
  - 4º Battaglione pionieri (tenente colonnello Richard G. Ruby, meno la Compagnia A, più il quartier generale dell'8º Deposito campale)
    - Compagnia A del 133º Battaglione Seabee

  - 5º Battaglione trattori anfibio (maggiore George L. Shead, 94 x LVT)
  - Compagnia A del 2º Battaglione corazzato anfibio trattori (18 x LVTA-4)
  - Compagnia A del 4º Battaglione genieri
  - Compagnia A del 4º Battaglione medico
  - Compagnia A del 4º Battaglione MT
  - Compagnia A del 4º Battaglione carri (M4A3 Sherman)
  - 1º Plotone della 4ª Compagnia polizia militare
  - 1º Plotone della Compagnia servizi e rifornimenti del 4º Battaglione servizi
  - Distaccamento della 1ª Compagnia congiunta comunicazioni
  - 1ª Sezione del 1º Distaccamento provvisorio razzi
  - Distaccamento dell'8º Deposito campale
  - 30º Scaglione rimpiazzi (meno distaccamenti)
  - 1º Plotone della 442ª Compagnia porti del Corpo dei trasporti (US Army)
  - Uomini del 1º Battaglione del 14º Reggimento Marine (artiglieria)
  - 1ª Sezione della banda
- Team da combattimento reggimentale 24 (riserva divisionale)
  - 24º Reggimento Marine (colonnello Walter I. Jordan, rinforzato)
  - Compagnia B del 4º Battaglione genieri
  - Compagnia B del 4º Battaglione medico
  - Compagnia B del 4º Battaglione MT
  - Compagnia B del 4º Battaglione carri (M4A3 Sherman)
  - 2º Plotone della 4ª Compagnia polizia militare
  - 2º Plotone della Compagnia servizi e rifornimenti del 4º Battaglione servizi
  - Distaccamento della 1ª Compagnia congiunta comunicazioni
  - 2ª Sezione del 1º Distaccamento provvisorio razzi
  - 2ª Sezione del 7º Plotone cani da guerra dei Marine
  - Distaccamenti del 24º e 30º Scaglione rimpiazzi
  - Uomini del 3º Battaglione del 14º Reggimento Marine (artiglieria)
  - 2ª Sezione della banda
- Artiglieria divisionale
  - 4ª Compagnia anfibia autocarri dei Marine
  - 476ª Compagnia anfibia autocarri del Corpo dei trasporti (US Army)
  - Squadrone d'osservazione dei Marine 4
- Gruppo di supporto (tenente colonnello Melvin L. Krulewitch)
  - Quartier generale dei battaglioni della 4ª Divisione Marine (meno distaccamenti)
  - 2º Battaglione corazzato anfibio trattori (tenente colonnello Reed M. Fawell, Jr., meno compagnie A, B, C e D e distaccamenti del quartier generale)
  - 4º Battaglione genieri (tenente colonnello Nelson K. Brown, meno compagnie A, B e C)
  - 4º Battaglione medico (comandante Reuben L. Sharp, meno compagnie A, B e C, US Navy)
  - 4º Battaglione MT (tenente colonnello Ralph L. Schiesswokl, meno compagnie A, B e C)
  - 4º Battaglione carri (tenente colonnello Richard K. Schmidt, meno compagnie A, B e C)
  - 4º Battaglione servizi (tenente colonnello John E. Fondahl, meno distaccamenti)
  - 4ª Compagnia da ricognizione
  - 1ª Compagnia congiunta comunicazioni (meno distaccamenti)
  - Distaccamenti del Battaglione comunicazioni del V Corpo anfibio
  - Team per le interrogazioni del Centro congiunto dell'intelligence, area dell'Oceano Pacifico
  - Distaccamenti della 726ª Compagnia comunicazioni antiaeree (USAAF)

5ª Divisione Marine (maggior generale Keller Rockey, rinforzata)
Assistente del comandante di divisione: brigadier generale Leo D. Hermie
Capo di stato maggiore: colonnello Ray A. Robinson
- 26º Team da combattimento
  - 26º Reggimento Marine (colonnello Chester B. Graham, rinforzato, meno il team da sbarco 126)
    - Quartier generale
    - Compagnia munizioni
    - Compagnia A del 5º Battaglione genieri (meno il 1º e 3º Plotone)
    - Compagnia A del 5º Battaglione medico (meno la sezione della compagnia recupero materiali)
    - 1º Plotone della 5ª Compagnia polizia militare
    - Distaccamento della 5ª Compagnia congiunta comunicazioni
    - Team da sbarco 226
    - Team da sbarco 326
- 27º Team da combattimento
  - 27º Reggimento Marine (colonnello Thomas A. Wornham, rinforzato)
  - 5º Battaglione carri (tenente colonnello William R. Collins, meno la Compagnia C, M4A31 Sherman
  - Compagnia B del 5º Battaglione medico
  - 2º Plotone della 5ª Compagnia polizia militare
  - Distaccamento del 3º Distaccamento provvisorio razzi
  - Distaccamento della 5ª Compagnia congiunta comunicazioni
  - 1ª Sezione del 6º Plotone cani da guerra dei Marine
  - Distaccamento della sezione G-2 (intelligence e sicurezza) della 5ª Divisione Marine
- Team da combattimento 28
  - 28º Reggimento Marine (colonnello Harry B. Liversedge, rinforzato, meno il team da sbarco 328)
  - Compagnia C (meno il 3º Plotone e altri distaccamenti), del 5º Battaglione genieri
  - Compagnia C del 5º Battaglione medico
  - Compagnia C del 5º Battaglione carri (M4A31 Sherman)
  - 3º Plotone della 5ª Compagnia polizia militare
  - Distaccamento del 3º Distaccamento provvisorio razzi
  - Distaccamento della 5ª Compagnia congiunta comunicazioni
  - 2ª Sezione del 6º Plotone cani da guerra dei Marine
  - Distaccamento della sezione G-2 (intelligence e sicurezza) della 5ª Divisione Marine
  - Team per le interrogazioni del Centro congiunto dell'intelligence, area dell'Oceano Pacifico
- 5º Reggimento Shore Party provvisorio (colonnello Benjamin W. Gaily)
  - 5º Battaglione pionieri (maggiore Robert S. Riddell)
  - 31º Battaglione Seabee (tenente comandante Dominick J. Ermilio, US Navy)
  - 27º e 31º Scaglione rimpiazzi
  - 4º e 5º Plotone della 5ª Compagnia polizia militare
  - Distaccamento del 5º Battaglione genieri
  - Distaccamento del 5º Battaglione MT
  - Distaccamento del 5º Battaglione servizi
  - Distaccamento dell'8º Deposito campale
  - Distaccamento della 5ª Compagnia congiunta comunicazioni
  - 492ª Compagnia porti del Corpo dei trasporti (US Army)
- Gruppo d'artiglieria
  - 13º Reggimento Marine (colonnello James D. Waller, artiglieria)
  - Squadrone d'osservazione dei Marine 5
  - 5ª Compagnia anfibia autocarri dei Marine
  - 471ª Compagnia anfibia autocarri del Corpo dei trasporti (US Army)
- Gruppo corazzato anfibio
  - Distaccamento del quartier generale del 2º Battaglione corazzato anfibio trattori (LVTA-4)
  - Compagnie C e D del 2º Battaglione corazzato anfibio trattori (36 x LVTA-4)
- Gruppo trattori anfibio
  - 3º Battaglione trattori anfibio (tenente colonnello Sylvester L. Stephen, 90 x LVT)
  - 11º Battaglione trattori anfibio (maggiore Ralph E. Boulton, 93 x LVT)
- Gruppo di supporto
  - Quartier generali di compagnia e battaglione della 5ª Divisione Marine
  - 5ª Compagnia da ricognizione
  - 5ª Compagnia comunicazioni
  - Distaccamento del Battaglione comunicazioni del V Corpo anfibio
  - 6ª Sezione della 726ª Compagnia comunicazioni antiaeree (USAAF)
  - Banda divisionale
- Gruppo dei servizi
  - Quartier generale del 5º Battaglione genieri (meno distaccamenti)
  - 5º Battaglione medico (tenente comandante William W. Ayres, meno compagnie A, B e C, US Navy)
  - 5º Battaglione MT (maggiore Arthur F. Torgler, Jr., meno distaccamenti)
  - 5º Battaglione servizi (maggiore Francis P. Daly [† 22 feb] vacante dal 22 al 27 poi maggiore Gardelle Lewis, meno distaccamenti)
- Riserva divisionale
  - Team da sbarco 126
    - 1º Battaglione del 26º Reggimento Marine
    - 1º Plotone della Compagnia C del 5º Battaglione genieri
    - Distaccamento della 5ª Compagnia congiunta comunicazioni

  - Team da sbarco 328
    - 3º Battaglione del 28º Reggimento Marine
    - 3º Plotone della Compagnia C del 5º Battaglione genieri7
    - Distaccamento della 5ª Compagnia congiunta comunicazioni

#### Truppe della riserva (Task Group 56.3)
3ª Divisione Marine (maggior generale Graves Erskine, rinforzata)
Assistente del comandante di divisione: brigadier generale John B. Wilson
Capo di stato maggiore: colonnello Robert E. Hogaboom
- 3ª Compagnia anfibia autocarri dei Marine
- 3º Plotone cani da guerra dei Marine
- Distaccamento del Battaglione comunicazioni del V Corpo anfibio
- 3º Team da combattimento (riserva della flotta)
  - 3º Reggimento Marine (colonnello James A. Stuart, rinforzato)
  - Compagnia C del 3º Battaglione genieri
  - Compagnia C del 3º Battaglione medico
  - Compagnia C del 3º Battaglione MT
  - Compagnia C del 3º Battaglione pionieri
  - Distaccamento del 3º Battaglione servizi
  - Distaccamento della 3ª Compagnia congiunta comunicazioni
  - Distaccamenti della 28ª e 34ª Sezione rimpiazzi
- 9º Team da combattimento
  - 9º Reggimento Marine (colonnello Howard N. Kenyon, rinforzato)
  - Compagnie A e B del 3º Battaglione carri (M4A2 Sherman, distaccate presso il 2º Battaglione)
  - Compagnia A del 3º Battaglione genieri
  - Compagnia A del 3º Battaglione medico
  - Compagnia A del 3º Battaglione MT
  - Compagnia A del 3º Battaglione pionieri
  - Distaccamento del 3º Battaglione servizi
  - Distaccamento della 3ª Compagnia congiunta comunicazioni
  - Distaccamenti della 28ª e 34ª Sezione rimpiazzi
- 21º Team da combattimento
  - 21º Reggimento Marine (colonnello Hartnoll J. Withers, rinforzato)
  - Compagnia B del 3º Battaglione genieri
  - Compagnia B del 3º Battaglione medico
  - Compagnia B del 3º Battaglione MT
  - Compagnia B del 3º Battaglione pionieri
  - Distaccamento del 3º Battaglione servizi
  - Distaccamento della 3ª Compagnia congiunta comunicazioni
- 12º Reggimento Marine (tenente colonnello Raymond F. Crist, Jr., artiglieria)

### Task Force 58

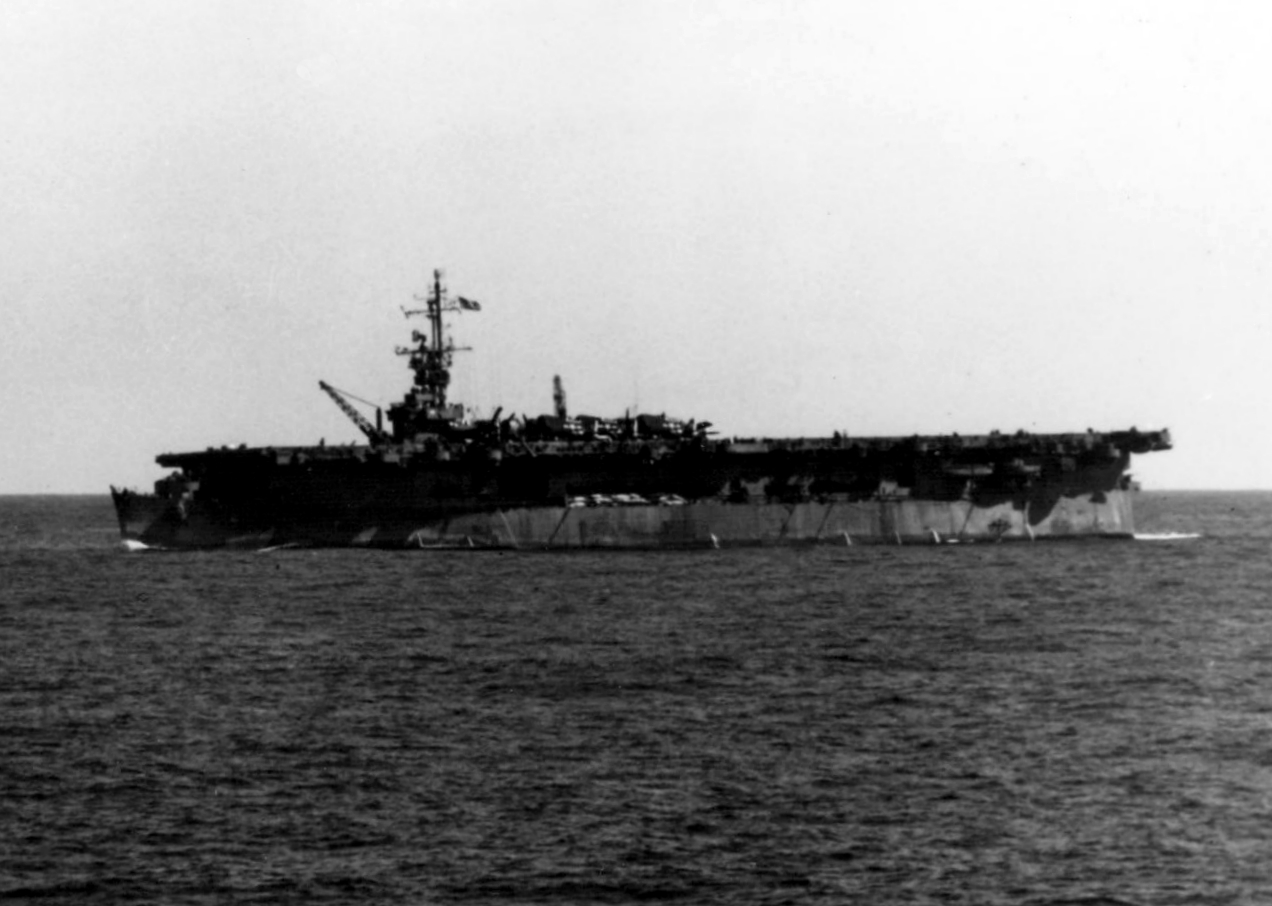
La portaerei leggera appartenente alla TF 58 al largo di Iwo Jima nel 1945

- Comandante Vice Admiral Mitscher (a giugno 1944)[6]:
  - 7 navi da battaglia
  - 15 portaerei
  - 21 incrociatori
  - 78 cacciatorpediniere

### Task Force 93
- reparti di volo dell'USAAC (tenente generale Millard Harmon) per il supporto logistico e delle comunicazioni

### Task Force 94
- reparti di volo dell'USAAC (viceammiraglio John Hoover) per il supporto logistico e delle comunicazioni

## Giappone

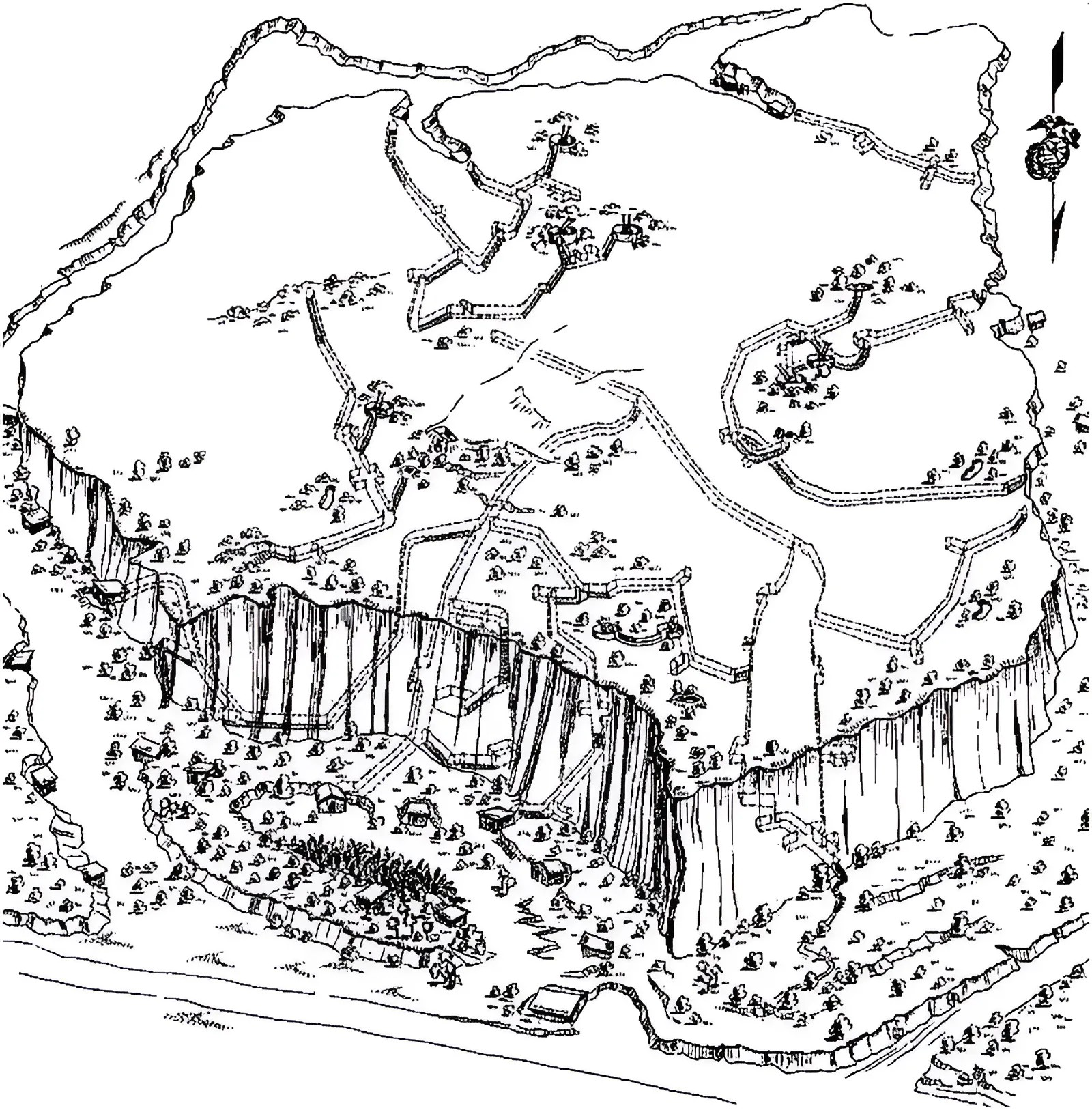
Il sistema di tunnel sulla collina 362A, dal quale i giapponesi impedirono per vari giorni l'avanzata dei marines

Comandante in capo: tenente generale Tadamichi Kuribayashi
Capo di stato maggiore: colonnello Tadashi Takaishi

### Esercito
- 109ª Divisione (tenente generale Tadamichi Kuribayashi)
  - Quartier generale e compagnia comunicazioni
  - Battaglione di artiglieria antiaerea (maggiore Azuma)
    - 43ª Unità speciale cannoni automatici (primo tenente Tamara)
    - 44ª Unità speciale cannoni automatici
- 145º Reggimento fanteria (colonnello Masuo Ikeda)
  - 1º Battaglione (maggiore Hara)
  - 2º Battaglione (maggiore Yasutake)
  - 3º Battaglione (maggiore Anso)
  - Battaglione d'artiglieria (capitano Masuda)
  - Battaglione del genio
  - Ospedale da campo
- 17º Reggimento misto di fanteria (maggiore Tamachi Fujiwara)
- 26º Reggimento carri (tenente colonnello Takeichi Nishi)
- 2ª Brigata mista indipendente (maggior generale Sadasue Senda)
  - 309º Battaglione di fanteria indipendente (capitano Awatsu)
  - 310º Battaglione di fanteria indipendente (maggiore Iwatani)
  - 311º Battaglione di fanteria indipendente (maggiore Tatsumi)
  - 312º Battaglione di fanteria indipendente (capitano Osada)
  - 314º Battaglione di fanteria indipendente (capitano Hakuda)
  - Battaglione d'artiglieria (maggiore Maeda)
  - Battaglione del genio (maggiore Mackawa)
  - Ospedale da campo
- Brigata di artiglieria (colonnello Chosaku Kaido)
- Unità razzi dell'esercito (tre compagnie, capitano Yoshio Yokoyama)
- 1º Battaglione mitragliatrici indipendente (capitano Kawana)
- 2º Battaglione mitragliatrici indipendente (capitano Kawasaki)
- 8º Battaglione anticarro indipendente (capitano Shimizu)
- 9º Battaglione anticarro indipendente (maggiore Okubo)
- 10º Battaglione anticarro indipendente (maggiore Matsushita)
- 11º Battaglione anticarro indipendente (capitano Node)
- 12º Battaglione anticarro indipendente (capitano Hayauchi)
- 1ª Compagnia della 1ª Brigata mista del genio
- 5ª Compagnia costruzioni fortificazioni
- 21ª Unità perforazioni
- Distaccamenti del genio trasporti

### Marina
Comandante: contrammiraglio Toshinosuke Ichimaru
- 27ª Flottiglia aerea e 2ª Forza d'attacco aerea (contrammiraglio Toshinosuke Ichimaru)
- Forza di guardia navale (capitano Samaji Inouye)
  - 20ª Unità speciale cannoni automatici (distaccata dall'esercito, secondo tenente Momozaki)
  - 21ª Unità speciale cannoni automatici (distaccata dall'esercito, secondo tenente Kondo)
  - 125ª Unità per la difesa antiaerea della marina (tenente Tamura)
  - 132ª Unità per la difesa antiaerea della marina (alfiere Okumura)
  - 141ª Unità per la difesa antiaerea della marina (tenente Doi)
  - 149ª Unità per la difesa antiaerea della marina (??)
- Gruppo aereo della forza da sbarco navale (capitano Samaji Inouye)
- 204º Battaglione costruzioni della marina (tenente Iida)
- Comandante delle operazioni: comandante Takeji Mase
- Comandante delle comunicazioni: tenente comandante Shigeru Arioka
- Comandante del genio: tenente comandante Narimasa Okada
- Comandante dei rifornimenti: tenente comandante Okazaki
- Comandante del Suribachi: capitano Kanehiko Atsuchi